# Os formiguer pigmeu
L'os formiguer pigmeu (Cyclopes didactylus) és una espècie de mamífer pilós de la família dels ciclopèdids que es troba a Meso-amèrica i a Sud-amèrica, des del sud de Mèxic fins al sud del Brasil i, possiblement, el Paraguai.
És el membre més petit dels ossos formiguers, amb una longitud que va dels 360 als 450 mm i un pes que ronda els 400 grams. Presenta un pelatge marró daurat dens i suau, un musell curt, una cua parcialment prènsil i dos urpes allargades a cada mà.

## Història natural
És un animal nocturn i arborícola que es troba en boscos pluvials amb cobricel continu en el que es poden desplaçar a diferents llocs sense necessitat de descendir dels arbres. Es poden trobar densitats força elevades de 0,77 individus/ha, per exemple, en algunes zones. Les femelles ocupen rangs de territori més reduïts que els mascles.
L'os formiguer pigmeu és un animal de moviments lents i que s'alimenta principalment de formigues, entre 100 i 8.000 al dia. A vegades pot alimentar-se d'altres insectes, com termites o petits escarabats coccinèl·lids. Se sap que defequen una vegada al dia. Alguns d'aquests excrements, examinats pels científics, han presentat una gran quantitat de fragments d'exoesquelets d'insectes, fet que indica que els ossos formiguers no tenen ni quitinasa ni quitobiasa, enzims digestius que es troben en els ratpenats insectívors.
És un animal solitari que dona a llum una única cria que s'acomoda normalment a dins d'un niu construït amb fulles mortes a les copes dels arbres.